# Lotta kann fast alles
Lotta kann fast alles (Originaltitel: Visst kan Lotta nästan allting) ist der Titel eines Buches der schwedischen Schriftstellerin Astrid Lindgren. 1977 erschien das Buch bei Rabén & Sjögren. Noch im selben Jahr brachte der Oetinger Verlag das Buch auch in Deutschland heraus.

## Inhalt
Lotta denkt, dass sie alles kann. Doch ihre Geschwister Mia Maria und Jonas glauben ihr nicht. Als plötzlich in der ganzen Stadt die Weihnachtsbäume fehlen, muss Lotta unter Beweis stellen, dass sie wirklich alles kann. Sie möchte einen Weihnachtsbaum für die Familie besorgen. Das gestaltet sich jedoch schwieriger als gedacht, nirgendwo ist ein Weihnachtsbaum zu bekommen. Als Lotta die Hoffnung beinahe schon aufgegeben hat, fällt plötzlich ein Weihnachtsbaum von einem Laster. Lotta bringt diesen zu ihrer überglücklichen Familie.

## Hintergrund
Das Buch erschien 1977 erstmals in Schweden. Astrid Lindgren schrieb die Geschichte und Ilon Wikland war für die Zeichnungen zuständig. Anna-Liese Kornitzky übersetzte das Buch ins Deutsche.

## Verfilmungen

### Lotta aus der Krachmacherstraße & Lotta, die Fernsehserie
Ein Teil des Filmes Lotta aus der Krachmacherstraße beschäftigt sich mit den Ereignissen aus dem Buch. Auch die Folge Ein Weihnachtsbaum muss her (Visst Kan Lotta Naestan Allting) aus der Fernsehserie Lotta beschäftigt sich mit der Geschichte. Grete Havnesköld spielt Lotta.

### Bilderbuchfilm
2007 brachte der Oetinger Verlag die DVD Lotta kann fast alles heraus. Auf dieser ist das Bilderbuch mit den Illustrationen von Ilon Wikland animiert als Film zu finden. Der Film kann auf Deutsch und auf Englisch angesehen werden. Außerdem gibt es einen weiteren Bilderbuchfilm, Na klar, Lotta kann radfahren, auf der DVD. Daneben können sich die Zuschauer mithilfe von Lottas Wörterbuch englische Vokabeln anschauen. Die Sprecherinnen aus dem Film sind Anne Moll (Deutsch) und Nicola Ransom (Englisch). Die Regie führte Pelle Ferner und Mattias Wennerfalk war für die Animation verantwortlich. Die Musik und die Geräusche steuerte Elin Ferner bei.

## Theateraufführungen
Lotta kann fast alles wurde in Deutschland in verschiedenen Städten im Theater aufgeführt. So zum Beispiel 2014 im Theater Plauen-Zwickau, im Burgtheater in Wien, 2016 in der Schloßkirche in Philippsthal oder im Dezember 2018 im TPZ Lingen. Im November 2018 wurde das Buch als Puppenspiel vom Dornerei Theater im Hambacher Schloss gezeigt.

## Rezeption

### Kritiken
Für Bernd Gonzales ist Lotta kann fast alles eines seiner allerliebsten Weihnachtsbücher. Er lobt die schönen Bilder von Ilon Wikland. Julia Franck fügt hinzu, dass die Bilder „wirklich liebevoll, schön und voller Charme“ seien.
Ingrid Löbner rät Eltern in ihrem Ratgeber Gelassene Eltern-Glückliche Kinder: Mit mehr Leichtigkeit und Entspanntheit durch die ersten sechs Lebensjahre dazu sich Astrid Lingrens Bilderbuch anzuschauen, um „intensiv nachempfinden“ zu können, wie vierjährige Kinder sich fühlen, aus welchen Augen sie die Welt sehen, welche Gedanken sie sich machen und zu welchen Unternehmungen sie schon fähig sind.
Gabriele Cromme erklärt, dass das Bilderbuch dem klassischen Rollenverständnis von Mädchen und Junge widerspreche. In diesem würden Jungen als „aktiv und unternehmungslustig“ wahrgenommen, Mädchen hingegen als „passiv und unbeweglich“. Lotta sei „aktiv und unternehmungslustig“.